# Matton-et-Clémency
 Matton-et-Clémency  es una población y comuna francesa, en la región de Champaña-Ardenas, departamento de Ardenas, en el distrito de Sedan y cantón de Carignan.

## Demografía
| 650 | 600 | 603 | 532 | 480 | 454 |
| Para los censos de 1962 a 1999 la población legal corresponde a la población sin duplicidades (Fuente: INSEE [Consultar]) |     |     |     |     |     |